# محمية الأراضي الرطبة
محمية الأراضي الرطبة المعروفة بإسم محمية(Merzse-marsh) الطبيعية، تقع شرق مدينة بودابست في المجر، بالقرب من مطار بودابست فرانز ليست الدولي.

## التاريخ
- تقع المحمية في منطقة الأهوار وهي عبارة عن منطقة كبيرة، مساحة المنطقة المحمية منها تبلغ حوالي 494.744 مترًا مربعاً، ظلت مساحتها تتقلص بشكل مطرد منذ أوائل القرن التاسع عشر.[2]

- يبلغ سطح الماء في المستنقع اليوم بضع مئات من الأمتار المربعة، وهو جزء بسيط مما تم كان في الثمانينيات، يعزى ذلك إلى الجفاف العام في العقود الأخيرة، فضلا عن التحول الذي شهدته المنطقة والمناطق المحيطة بها من توسع  عمراني.

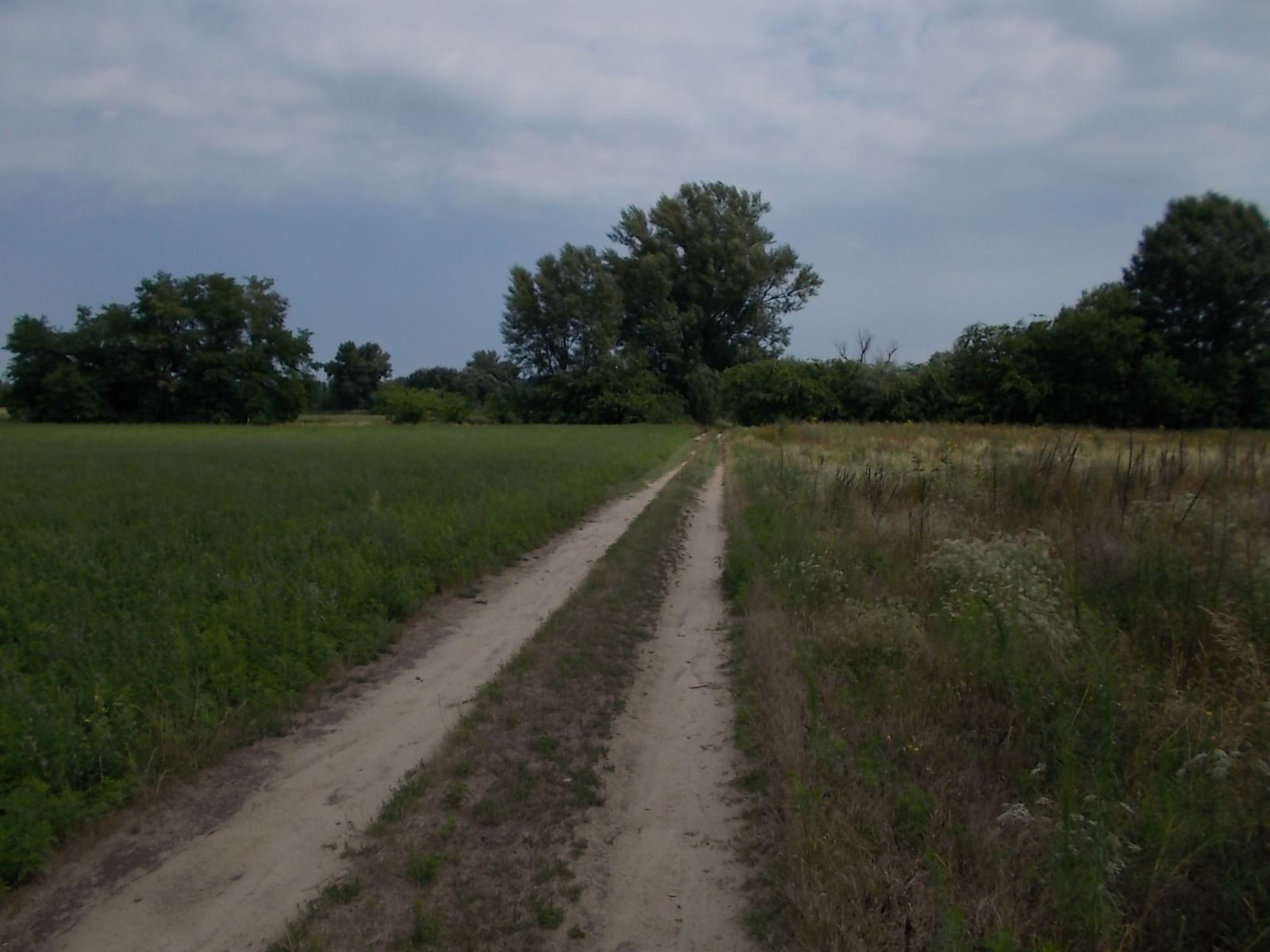
صور من محمية الأراضي الرطبة الطبيعية في بودابست

- صور من محمية الأراضي الرطبة الطبيعية في بودابست يعد المستنقع موطنًا لمجموعة من النباتات والأسماك والطيور في بودابست: Gymnadenia conopsea أو Cephalanthera longifolia . الحيوانات البارزة هي التالية: ضفدع الشجرة الأوروبية ، مالك الحزين الرمادي أو الغراب الصغير . [3]